# ناصر خلفان
ناصر خلفان (انگلیسی: Nasser Khalfan؛ زادهٔ ۱۷ اکتبر ۱۹۹۳) یک بازیکن فوتبال اهل قطر است.